# Paul Gerhard Jahn
Paul Gerhard Jahn (* 9. Mai 1925 in Berlin; † 12. Juli 2004 in Hannover) war ein deutscher Professor und Theologe. Er war Gründungsrektor der Evangelischen Fachhochschule Hannover und Leiter des Amtes für Gemeindedienst (heute: Haus kirchlicher Dienste) der Evangelisch-Lutherischen Landeskirche Hannover.

## Leben
Nach seinem Theologiestudium wurde Jahn am 24. Mai 1953 in Berlin-Steglitz ordiniert. Er war Arbeiterprädikant und ab 1953 Sozialpfarrer in der Evangelischen Sozialakademie Friedewald. 1957 wurde er Pastor in Bad Boll. Von 1961 bis 1971 leitete er die Wichernschule für Sozialarbeit in Hannover. Ab dem Jahr 1971 leitete Jahn als Gründungsrektor die Evangelische Fachhochschule Hannover. Im Jahr 1975 wurde er zum Direktor des Amtes für Gemeindedienst, heute Haus kirchlicher Dienste, berufen. Ab dem Jahr 1979 war er zudem als Leiter des Amtes für Gemeindedienst der erste Umweltbeauftragte der Evangelisch-lutherischen Landeskirche Hannovers und der Konföderation evangelischer Kirchen in Niedersachsen. Im März 1990 ging er in den Ruhestand.

## Schriften
- Als Herausgeber: Entsorgung radioaktiver Abfälle: theolische, naturwissenschaftliche und politische Aspekte, LVH, Hannover 1986, ISBN 3-87502-267-X